# Undă gravitațională

Pagină a manuscrisului lui Einstein din 1918, Gravitationswellen (Unde gravitaționale), în care face prima sa previziune asupra existenței undelor gravitaționale.

O undă gravitațională este o fluctuație în curbura spațiu-timp care se propagă ca o undă. Radiația gravitațională apare atunci când unde gravitaționale sunt emise dintr-un obiect sau de un sistem de obiecte care gravitează. Conceptul a fost propus de Henri Poincaré în 1905 și prezis ulterior în 1916 de Albert Einstein în baza teoriei relativității generale. Undele gravitaționale transportă energie sub formă de radiație gravitațională asemănătoare cu radiația electromagnetică.
De asemenea frecvențele pe care se pot detecta undele gravitaționale sunt mai scăzute pe măsură ce viteza  de revoluție e mai mare, adică pe măsură ce masa găurilor negre e mai mare.
În data de 17 martie 2014, o echipă de astronomi din cadrul Harvard-Smithsonian Center for Astrophysics a susținut că a detectat undele gravitaționale asociate inflației cosmice ca modele distincte în radiația cosmică de fond.
Pe 11 februarie 2016, Observatorul interferometru laser de unde gravitaționale (LIGO) a anunțat că a reușit să detecteze unde gravitaționale generate de contopirea a două găuri negre aflate la cca. 1 miliard de ani lumină de Terra. Conform studiului  publicat în Physical Review Letters, în data de 14 septembrie 2015, la ora 09:50:45 UTC, LIGO a detectat un semnal provocat de coliziunea a două găuri negre în urmă cu aproximativ 1,3 miliarde ani. 

## Galerie

Efectul unei unde gravitaţionale polarizată plus pe un inel de particule.
Unde gravitaţionale cauzate de o stea neutronică